# Mahāsiddha

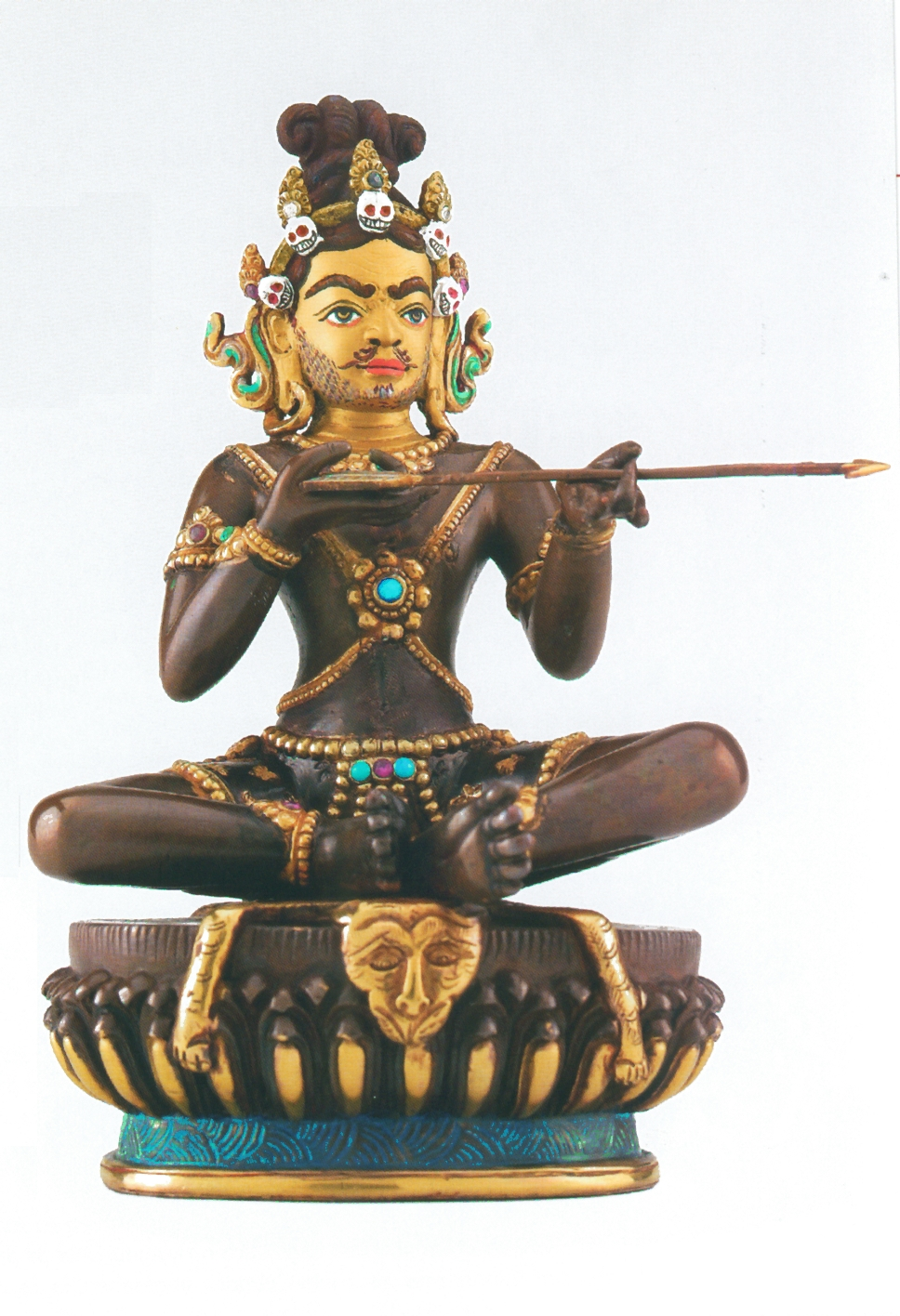
Saraha, le « fléchier », prototype des mahāsiddhas

Un Mahāsiddha est l'un des quatre-vingt-quatre ascètes bouddhistes indiens, « Grands Accomplis » dans les pratiques du Vajrayāna, qui vécurent du VIIe au XIIe siècle.
Les mahasiddhas avaient généralement une vie très peu conventionnelle, et a fortiori en comparaison avec la vie très réglée des moines bouddhistes. Certains mahasiddhas vivaient d'artisanat comme Saraha qui taillait des flèches, Kumbharipa qui était potier, Vinâ qui était musicien, Tantîpa qui était tisserand, un autre qui était forgeron. Ils transformaient leur travail en activité spirituelle par la grâce du Grand Sceau, le Mahamudra, qui voit toute chose comme une émanation de la vacuité et de la claire lumière. D'autres mahasiddhas avaient un comportement encore plus marginal, buvant, vivant dans des maisons de passe ou se nourrissant de carcasses de poissons comme Tilopa. La mystique des mahasiddhas rejetait donc toutes les apparences mondaines pour s'installer au cœur de la nature non-duelle des choses. Les mahasiddhas ont considérablement influencé le bouddhisme tibétain à travers les figures de Tilopa, Naropa ou Virupa.   

## Liste des 84
Les liens (rouges ou non) indiquent les plus importants, et (f) qu'il s'agit de femmes.
- Acinta, Ajohi, Anangapa, Babhaha, Bhadrapa, Bhandepa, Bhiksanapa, Bhusuku (Śāntideva),
- Camaripa, Campaka, Carbaripa, Catrapa, Caurangipa, Celukapa,
- Darikapa, Dengipa, Dhahulipa, Dharmapa, Dhilipa, Dhobipa, Dhokaripa, Dombipa, Dukhandi,
- Ghantapa, Gharbari, Godhuripa, Goraksa, Indrabhuti, Jalandhara, Jayananda, Jogipa,
- Kalapa, Kamparipa, Kambala, Kanakhala (f), Kanhapa, Kankana, Kankaripa, Kantalipa, Kapalapa, Karnaripa (Āryadeva), Khadgapa, Kilakilapa, Kirapalapa, Kokilipa, Kotalipa, Kucipa, Kukkuripa, Kumbharipa,
- Laksminkara (f), Lilapa, Lucikapa, Luipa, Mahipa, Maitripa, Manibhadra (f), Medhini, Makhala (f), Mekopa, Minapa,
- Nagabodhi, Nagarjuna, Nalinapa, Naropa, Nirgunapa, Pacaripa, Pankajapa, Putalipa,
- Rahula, Saraha, Sakara, Samudra, Santipa, Sarvabhaksa, Savaripa, Syalipa,
- Tantepa, Tantipa, Thaganapa, Tilopa, Udhilipa, Upanaha, Vinapa, Virupa, Vyalipa.